# Sidsel Ben Semmane

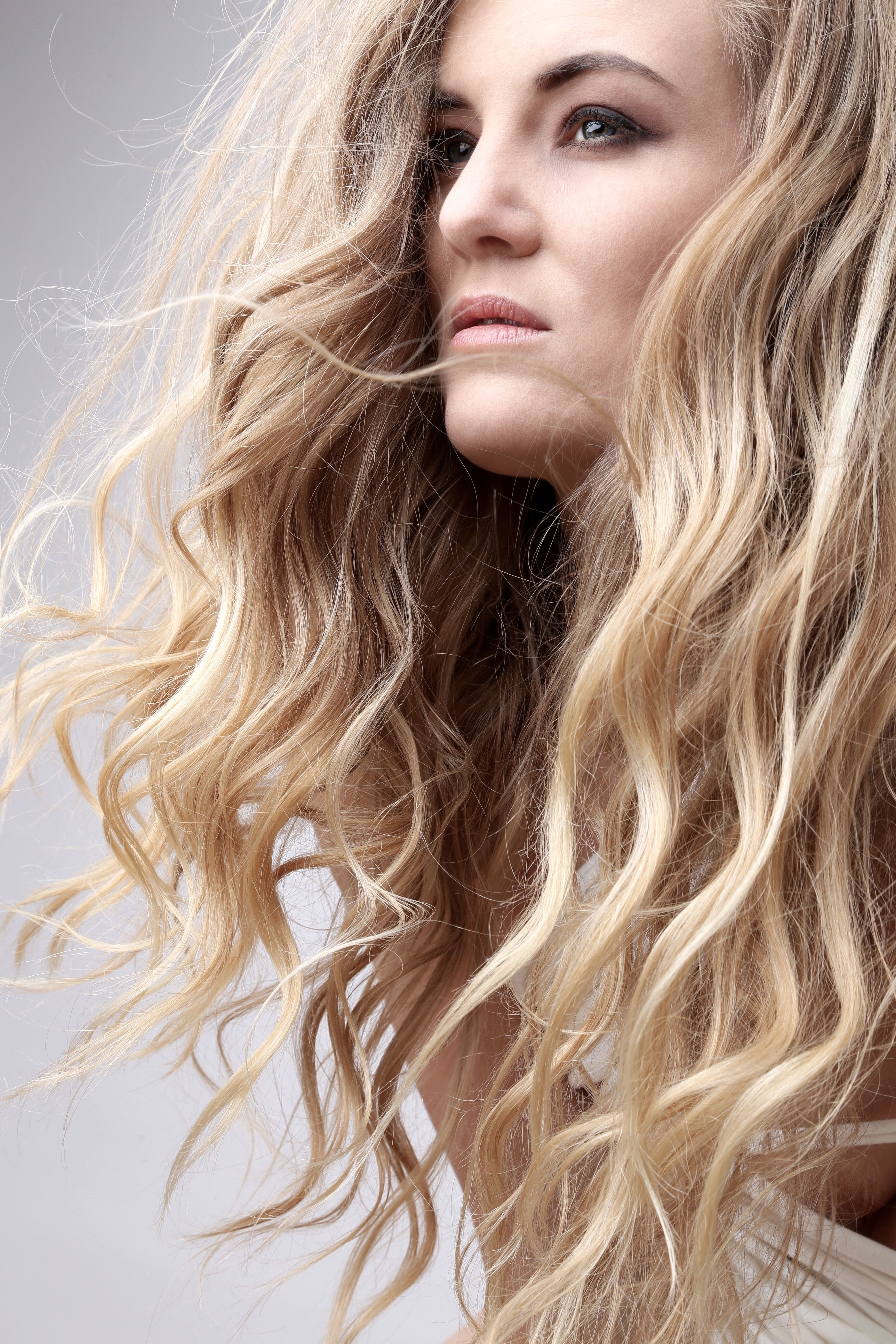
Sidsel Ben Semmane in 2017

Sidsel Ben Semmane (1989) is een Deense zangeres. Omdat haar moeder half-Algerijns is, is zijzelf 25% Algerijns.
Op 11 februari 2006 won Sidsel de Dansk Melodi Grand Prix, de Deense voorronde voor het Eurovisiesongfestival, met het liedje Twist of Love. Hierdoor mocht ze Denemarken gaan vertegenwoordigen op het Eurovisiesongfestival van 2006, dat in de Griekse hoofdstad Athene werd gehouden. Ze was toen nog maar 17 jaar oud. Vanwege het goede resultaat dat Denemarken een jaar eerder op het songfestival had geboekt, mocht Sidsel meteen in de finale aantreden, maar een groot succes boekte ze niet: ze kreeg maar 26 punten en werd slechts 18e. 
1957: Birthe Wilke & Gustav Winckler · 
1958: Raquel Rastenni · 
1959: Birthe Wilke · 
1960: Katy Bødtger · 
1961: Dario Campeotto · 
1962: Ellen Winther · 
1963: Grethe & Jørgen Ingmann · 
1964: Bjørn Tidmand · 
1965: Birgit Brüel · 
1966: Ulla Pia · 
1978: Mabel · 
1979: Tommy Seebach · 
1980: Bamses Venner · 
1981: Tommy Seebach & Debbie Cameron · 
1982: Brixx · 
1983: Gry Johansen · 
1984: Hot Eyes · 
1985: Hot Eyes · 
1986: Trax · 
1987: Anne Cathrine Herdorf & Bandjo · 
1988: Hot Eyes · 
1989: Birthe Kjær · 
1990: Lonnie Devantier · 
1991: Anders Frandsen · 
1992: Lotte Nilsson & Kenny Lübcke · 
1993: Tommy Seebach Band · 
1995: Aud Wilken · 
1997: Kølig Kaj · 
1999: Michael Teschl & Trine Jepsen · 
2000: Olsen Brothers · 
2001: Rollo & King · 
2002: Malene · 
2004: Tomas Thordarson · 
2005: Jakob Sveistrup · 
2006: Sidsel Ben Semmane · 
2007: DQ · 
2008: Simon Mathew · 
2009: Niels Brinck · 
2010: Chanée & N'evergreen · 
2011: A Friend in London · 
2012: Soluna Samay · 
2013: Emmelie de Forest · 
2014: Basim · 
2015: Anti Social Media · 
2016: Lighthouse X · 
2017: Anja Nissen · 
2018: Rasmussen · 
2019: Leonora · 
2021: Fyr & Flamme · 
2022: REDDI · 
2023: Reiley · 
2024: Saba · 
2025: Sissal